# Denham Jordan
Denham Jordan (getauft 10. April 1836 in Milton Regis, Kent; † 15. Mai 1920 in Dorking) war ein britischer Handwerker, Zeichner und Naturschriftsteller. Er publizierte unter dem Pseudonym A son of the marshes, deutsch „Ein Sohn der Marschen“, eine Anspielung auf die Landschaft rund um seinen Geburtsort.

## Leben
Denham war der älteste Sohn von George und Sarah Jordan, die zu einer verzweigten Familie von Handwerkern gehörten. In Milton Regis verbrachte er Kindheit und Jugend, in der er durch das nordkentische Marschland streifte und die in sein Buch Annals of a Fishing Village von 1890 einfloss. 1849 zog die Familie nach Dorking südlich von London. Er arbeitete als Maler und Dekorateur, auch bei der Restaurierung von Landsitzen wie Clandon Park House bei Guildford, und war im Umkreis von etwa 30 Meilen um Dorking tätig. 1866 heiratete er Mary Martin; die Ehe blieb kinderlos. Mary starb 1903, Denham 1920 dement im Altenspital von Dorking.

## Werk
Bereits früh zeigte er eine große Liebe zur Natur der südenglischen Grafschaften und ein ungewöhnliches Talent, sie in Zeichnungen und Gemälden darzustellen. Von ihm gemalte Bilder hängen im Dorking and District Museum.
Er schrieb zunächst in Zeitschriften, darunter dem Blackwood's Magazine. Seine Veröffentlichungen wurden von der Schriftstellerin Jean Allan Owen (1841–1922), spätere Visger, bearbeitet und herausgegeben. Die Vermutung, Jordan habe sie Owen diktiert, gilt durch die Manuskripte in Jordans Handschrift und aus stilistischen Gründen als widerlegt. Seine insgesamt zehn Bücher, von denen die meisten im Verlag Blackwood & Sons erschienen, enthalten auch die Magazintexte. Außerdem ist ein ungedrucktes Manuskript erhalten. Nach 1898 veröffentlichte Jordan nicht mehr, malte jedoch weiter.
Als von dokumentarischem Interesse gelten seine Beschreibungen von Tieren, die fast oder ganz aus der Region verschwunden sind, so das Birkhuhn, die Kornweihe, Nachtschwalben oder die Otter am Ufer des River Mole, und ferner die von Vögeln wie Aaskrähe oder Reiher, die zu seiner Zeit selten waren, heute aber häufig vorkommen. Jordan beobachtete die Zerstörung des Lebensraums von Tieren und entwickelte sich zum Naturschützer. Weil er die seinerzeit beliebte Aufnahme von Vögeln und Eiern in naturkundliche Sammlungen von Amateuren ablehnte, beschrieb er manche seiner Fundorte nur ungenau. Anders als viele zeitgenössische Naturschriftsteller galt er als humorvoll.
Die Zeitschrift Literary World berichtete 1894, Jordan sei von Beruf Zimmermann, und seine Frau erzähle Owen ständig, dass sein Schreiben Zeitverschwendung sei. Er solle sich nach Ansicht seiner Frau besser um seine Arbeit kümmern. Außerdem sei sie der Ansicht, dass sein Autorenhonorar nicht auf ehrlicher Arbeit beruhe.

## Veröffentlichungen
Bücher
- Woodland, Moor and Stream. Being the notes of a Naturalist. London 1889
- On Surrey hills. Blackwood & Sons, London 1891
- Annals of a Fishing Village. Drawn from the notes of „A Son of the Marshes“. Blackwood & Sons, London 1891
- Within an Hour of London Town. Among Wild Birds and their Haunts. Blackwood & Sons, London 1892
- Forest tithes and other studies from nature. Smith, Elder 1893
- With the Woodlanders and By the Tide. London 1893
- From spring to fall, or, when life stirs. Blackwood & Sons, London 1894
- The wild-fowl and sea-fowl of Great Britain. Chapman and Hall, 1895
- In the green leaf and the sere. Kegan Paul, 1896
- Drift from Longshore. London 1898

Bilder
- Slideshow auf einer BBC-Website, abgerufen am 29. Juli 2011